# Jim Allister

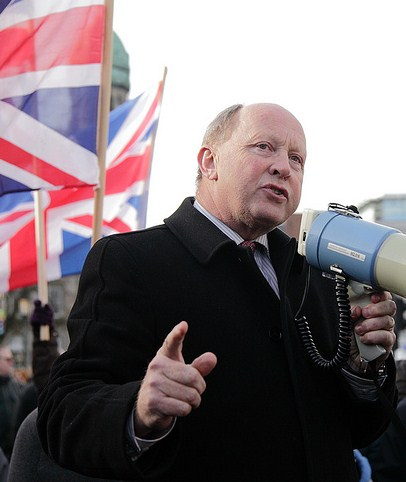
Jim Allister

Jim Allister (* 2. April 1953 in Crossgar, Down) ist ein britischer Politiker und seit 2007 Vorsitzender der nordirischen Partei Traditional Unionist Voice.

## Leben
Allister studierte Rechtswissenschaften an der Queen’s University Belfast und wurde nach seinem Studium als Rechtsanwalt tätig. Von 2004 bis 2009 war Allister in der Nachfolge Ian Paisleys, des jahrzehntelangen Vorsitzenden der Democratic Unionist Party, Abgeordneter im Europäischen Parlament. Dort war er unter anderem Mitglied im Fischereiausschuss, im Ausschuss für konstitutionelle Fragen und in der Delegation in der Paritätischen Parlamentarischen Versammlung AKP-EU. Aus Protest gegen die von Paisley entsprechend dem St-Andrews-Abkommen (2006) umgesetzte Zusammenarbeit der DUP mit Sinn Féin, die zur Wiederherstellung der nordirischen Regierung nach den Prinzipien des seinerzeit von der DUP abgelehnten Karfreitagsabkommens (1998) führte, gründete Allister die Partei Traditional Unionist Voice. Die Wiederwahl zum Europäischen Parlament verlor er 2009, ebenso 2010 die Wahl zum House of Commons im Wahlkreis North Antrim, die von der DUP gewonnen wurde. Seit Oktober 2011 ist er der einzige Abgeordnete seiner Partei in der Nordirland-Versammlung und nimmt einen der sechs (seit 2017 fünf) Sitze für North Antrim ein. Er ist mit Ruth Allister verheiratet und hat drei Kinder.